# Wouter van Pelt
Wouter van Pelt (Alphen aan den Rijn, 23 april 1968) is een Nederlandse hockeyer. Hij speelde 236 officiële interlands (21 doelpunten) voor de Nederlandse hockeyploeg. Hij nam driemaal deel aan de Olympische Spelen en won hierbij in totaal twee gouden medailles.
De verdediger annex middenvelder maakte zijn internationale seniorendebuut op 27 maart 1989 in de oefeninterland Nederland-Engeland (3-3).
Zijn laatste interland speelde Van Pelt bij de Olympische Spelen in Sydney; de gewonnen finale op 30 september 2000 in Nederland-Zuid-Korea (Nederland wint na strafballen). Dankzij die laatste overwinning verzekerde hij zich van zijn tweede gouden olympische medaille.
Van Pelt is geboren in Alphen aan den Rijn maar getogen in Enschede. Hij begon zijn carrière bij DKS ("De Kromme Stok") uit Enschede, waar zijn balvaardigheid en enthousiasme direct opvielen. Later speelde hij nog voor HDM (Den Haag) en Breda. Met HDM werd hij in 1992 kampioen in de hoofdklasse. Van Pelt bouwde zijn loopbaan af bij Breda, de club waarmee hij in 2004 naar de hoofdklasse promoveerde maar het seizoen daarop alweer degradeerde naar de overgangsklasse.
Momenteel is Van Pelt nog actief als veteraanhockeyer.  
Floris Jan Bovelander · 
Jacques Brinkman · 
Marc Delissen · 
Cees Jan Diepeveen · 
Pieter van Ede · 
Maarten van Grimbergen · 
Taco van den Honert · 
Leo Klein Gebbink · 
Hendrik Jan Kooijman · 
Harrie Kwinten · 
Frank Leistra · 
Bart Looije · 
Wouter van Pelt · 
Bastiaan Poortenaar · 
Stephan Veen · 
Gijs Weterings ·
Coach: Hans Jorritsma
Floris Jan Bovelander · 
Jacques Brinkman · 
Maurits Crucq · 
Marc Delissen · 
Jeroen Delmee · 
Taco van den Honert · 
Ronald Jansen · 
Erik Jazet · 
Leo Klein Gebbink · 
Bram Lomans · 
Tycho van Meer · 
Teun de Nooijer · 
Wouter van Pelt · 
Stephan Veen · 
Guus Vogels · 
Remco van Wijk ·
Coach: Roelant Oltmans
Jacques Brinkman · 
Jaap-Derk Buma · 
Jeroen Delmee · 
Marten Eikelboom · 
Piet-Hein Geeris · 
Ronald Jansen · 
Erik Jazet · 
Bram Lomans · 
Teun de Nooijer · 
Wouter van Pelt · 
Stephan Veen · 
Guus Vogels · 
Diederik van Weel · 
Sander van der Weide · 
Remco van Wijk · 
Peter Windt ·
Coach: Maurits Hendriks